# Волга (станция)
Волга — пассажирско-грузовая железнодорожная станция Ярославского региона Северной железной дороги, находящаяся в поселке Волга Ярославской области.

## Деятельность
Станция открыта для грузовой работы.
Коммерческие операции, выполняемые на станции:
- продажа пассажирских билетов[2];
- приём и выдача багажа[2];
- приём и выдача повагонных отправок грузов (открытые площадки)[2];
- приём и выдача повагонных и мелких отправок грузов (подъездные пути)[2].
- приём и выдача повагонных отправок грузов (крытые склады)[2];
- приём и выдача грузов в контейнерах (3 и 5 тонн)[2].

## Дальнее следование по станции
| № поезда              | Маршрут движения            | № поезда              | Маршрут движения            |
| --------------------- | --------------------------- | --------------------- | --------------------------- |
| 45 "Текстильный край" | Иваново — Санкт-Петербург   | 46 "Текстильный край" | Санкт-Петербург — Иваново   |
| 337                   | Самара — Санкт-Петербург    | 338                   | Санкт-Петербург — Самара    |
| 347                   | Уфа — Санкт-Петербург       | 348                   | Санкт-Петербург — Уфа       |
| 601                   | Рыбинск — Москва            | 602                   | Москва — Рыбинск            |
| 607                   | Ярославль — Санкт-Петербург | 608                   | Санкт-Петербург — Ярославль |

## Пригородное сообщение по станции
| № поезда       | Маршрут движения                 |
| -------------- | -------------------------------- |
| 6155           | Рыбинск-Пассажирский — Пищалкино |
| 6156/6118      | Пищалкино — Ярославль-Главный    |
| 6574           | Пищалкино — Ярославль-Главный    |
| 6575/6589      | Ярославль-Главный — Пищалкино    |
| 6582/6581/6579 | Ярославль — Родионово            |
| 6583           | Рыбинск-Пассажирский — Пищалкино |
| 6586           | Родионово — Рыбинск-Пассажирский |
| 6587           | Рыбинск-Пассажирский — Некоуз    |
| 6588           | Некоуз — Рыбинск-Пассажирский    |
| 6592/6591      | Пищалкино — Ярославль            |